# 음력 7월 1일
음력 7월 1일은 음력 7월의 첫 번째 날이다.

## 사건
- 127년 - 일식 발생.
- 1434년 - 조선에서 자격루를 공식 사용하기 시작.
- 1999년 - 20세기 최후 개기 일식 진행.

## 탄생
- 992년 - 고려 제 8대 국왕 현종.
- 1357년 - 조선 제 2대 국왕 정종.
- 1993년 - 대한민국의 가수, 배우 정은지.
- 2000년 - 대한민국의 배우 김새론.

## 사망
- 673년 - 신라의 장군 김유신
- 681년 - 신라(新羅) 30대 왕 문무왕(文武王).
- 992년 - 고려의 제5대 국왕 경종의 왕비 헌정왕후
- 1545년 - 조선 제12대 국왕 인종.
- 1641년 - 조선 15대 국왕 광해군.

## 같이 보기
- 음력 360일: 1월 2월 3월 4월 5월 6월 7월 8월 9월 10월 11월 12월
- 전날:6월 30일 다음날:7월 2일 - 전달:6월 1일 다음달:8월 1일
- 양력:7월 1일
- 음력, 윤달